# Ruder-Europameisterschaften 1924
Die Ruder-Europameisterschaften 1924 fanden auf dem Zürichsee in der Schweizer Stadt Zürich statt.

## Ergebnisse
| Bootsklasse            | Gold | Silber | Bronze |
| ---------------------- | --- | --- | --- |
| Einer                  | Josef Schneider | Marc Detton | Gustav Zinke |
| Doppelzweier           | Schweiz Rudolf Bosshard Heini Thoma | Frankreich Paul Robineau Alfred Plé | Belgien Félix Taymans Elsocht |
| Zweier ohne Steuermann | Schweiz Alois Reinhard Willy Siegenthaler | Niederlande Willy Rösingh Teun Beijnen | |
| Zweier mit Steuermann  | Niederlande Willy Rösingh Teun Beijnen Cornelis van Lummel (Steuermann)                                                                        | Schweiz Edouard Schädeli Wilhelm Müller Gottfried Steiner (Steuermann)                                                                                  | Italien Ercole Olgeni Giovanni Scatturin Gino Sopracordevole (Steuermann)                                                                                    |
| Vierer mit Steuermann  | Niederlande Johannes Brandsma Jacob Brandsma Dirk Fortuin Jean-Baptiste van Silfhout Louis Dekker (Steuermann)                                 | Schweiz Walter Bleuler Max Pfeiffer Kurt Pfeiffer Arthur Schweizer Werner Ottiger (Steuermann)                                                          | Belgien Marcel Roman Jules George Victor Denis Lucien Brouha unbekannt (Steuermann)                                                                          |
| Achter                 | Niederlande Simon Bon Roelof Hommema G. J. Keller Bernard van Ogtrop C. P. Elsen M. C. Fennema Paul Maasland unbekannt Ted Cremer (Steuermann) | Schweiz Hans Schöchlin Arnold Reymond Moritz Müller Karl Schöchlin Heinrich Hauser Hans Hauser Hans Wendling Julien Comtesse Werner Studer (Steuermann) | Tschechoslowakei Emil Ordnung František Brozek Vladimir Knop Viktor Langer Oldrich Votík Karel Knop Stanislav Bouška Ivan Schweizer Josef Jabor (Steuermann) |

## Medaillenspiegel
| Platz  | Land             | Gold | Silber | Bronze | Gesamt |
| ------ | ---------------- | ---- | ------ | ------ | ------ |
| 1      | Schweiz          | 3    | 3      | –      | 6      |
| 2      | Niederlande      | 3    | 1      | –      | 4      |
| 3      | Frankreich       | –    | 2      | –      | 2      |
| 4      | Belgien          | –    | –      | 2      | 2      |
| 4      | Tschechoslowakei | –    | –      | 2      | 2      |
| 6      | Italien          | –    | –      | 1      | 1      |
| Gesamt | Gesamt           | 6    | 6      | 5      | 17     |